# ТЕС Ведель
53°34′0.6″ пн. ш. 9°43′32.5″ сх. д. / 53.566833° пн. ш. 9.725694° сх. д.
ТЕС Ведель (Wedel) — теплова електростанція в Німеччини у федеральній землі Шлезвіг-Гольштейн. Знаходиться у місті Ведель на правому березі Ельби, на захід від Гамбурга.
Чотири вугільні енергоблоки потужністю 151 МВт, 139 МВт, 155 МВт та 214 МВт ввели в експлуатацію з 1961 по 1965 роки. При цьому на блоці № 3 реалізували технологію конденсаційної парової турбіни з подвійним відбором пари.
В 1972—1973 роках станцію доповнили двома газотурбінними установками Siemens V93 потужністю по 52 МВт. Призначені для покриття пікових навантажень, вони використовують як паливо нафту.
Первісно ТЕС Ведель займалась виключно виробництвом електроенергії, проте після проведеної у 1987 році модернізації також розпочала поставки теплової енергії, причому станом на середину 2010-х її теплова потужність перевищує електричну. Ще одну модернізацію для приведення станції до екологічних стандартів провели у 1992—1993 роках.
На початку 21 століття енергоблоки №3 та №4 демонтували. ТЕЦ продовжує діяти у складі блоків № 1 та № 2, потужність яких станом на 2017 рік рахується на рівні 137 та 121 МВт відповідно.
В 2016 році власник ТЕЦ приступив до капітального ремонту, в ході якого до 2018-го компанія General Electric повинна провести реабілітацію парових турбін обох діючих вугільних блоків.